# Денисов Георгій Аполінарійович
Георгій Аполінарійович Денисов (8 січня 1909 , Chernovskoye, Perm Kraid, Пермська губернія  — 1996 , Москва ) — радянський діяч, 1-й секретар Чкаловського, Курганського і Саратовського обласних комітетів КПРС, надзвичайний і повноважний посол СРСР у Болгарії та Угорщині. Член ЦК КПРС у 1952—1966 роках. Депутат Верховної Ради РРФСР 3—4-го скликань. Депутат Верховної ради СРСР 2-го, 4—5-го скликань.

## Життєпис
Народився в родині робітника в селі Черновське Оханського повіту Пермської губернії, тепер Большесосновського району Пермського краю, Російська Федерація. 
Після смерті батька з 1920 року виховувався в дитячих будинках. У 1923 році вступив до комсомолу. Закінчив школу-семирічку.
У 1924 — травні 1928 року — учень Пермської судномеханічної школи водного транспорту.
У 1928 році працював мастильника пароплаву Юр'євецького агентства Верхньо-Волзького державного паропдлавства в місті Юр'євець.
Член ВКП(б) з 1928 року.
У вересні 1928 — квітні 1929 року — голова заводського комітету профспілки заводу «Старий бурлак» у місті Пермі.
У квітні — жовтні 1929 року — відповідальний секретар Нердвінського районного комітету ВЛКСМ.
У жовтні 1929 — березні 1930 року — відповідальний секретар Чермозського районного комітету ВЛКСМ Комі-Перм'яцького національного округу.
У березні — липні 1930 року — відповідальний секретар Чусовського міського комітету ВЛКСМ Пермського округу.
У липні — серпні 1930 року — завідувач культурно-пропагандистського відділу Пермського окружного комітету ВЛКСМ.
У серпні — вересні 1930 року — інструктор Пермського міського комітету ВКП(б) Уральської області.
У вересні — листопаді 1930 року — завідувач організаційного відділу комітету ВКП(б) водного транспорту.
У листопада 1930 — листопаді 1931 року — завідувач відділу освіти і побуту Пермського міського комітету ВЛКСМ.
У листопада 1931 — травні 1932 року — слухач Пермського авіаційного технікуму, техніка з холодної обробки металу. У 1932—1933 роках навчався в технікумі механізації сільського господарства.
У червні 1932 — лютому 1933 року — помічник директора заводу № 19 із технічної пропаганди міста Перм.
У лютому — липні 1933 року — голова фабрично-заводського комітету заводу № 19 міста Перм.
У липні — листопаді 1933 року — помічник начальника політичного відділу Красноуфімської машинно-тракторної станції Уральської області.
У листопаді 1933 — лютому 1936 року — партійний організатор ЦК ВКП(б) заводу № 19 міста Перм.
У лютому 1936 — травні 1937 року — 2-й секретар Краснокамського районного комітету ВКП(б) Свердловської області, секретар комітету ВКП(б) Камського целюлозно-паперового комбінату.
У травні 1937 — 1938 року — 1-й секретар Краснокамського міського комітету ВКП(б).
У 1938—1939 роках — завідувач відділу керівних партійних органів Пермського обласного комітету ВКП (б).
У 1939—1942 роках — секретар Пермського (Молотовського) обласного комітету ВКП(б), 2-й секретар Молотовського обласного комітету ВКП(б).
У 1942 році — відповідальний організатор ЦК ВКП(б).
4 травня 1942 — 29 листопада 1948 року — 1-й секретар Чкаловського обласного комітету ВКП(б).
У 1948—1950 роках — слухач Курсів перепідготовки перших секретарів обкомів при ЦК ВКП(б).
У 1950 році — інспектор ЦК ВКП(б).
У травні 1950 — 2 квітня 1955 року — 1-й секретар Курганського обласного комітету ВКП(б) (КПРС).
12 квітня 1955 — 13 липня 1959 року — 1-й секретар Саратовського обласного комітету КПРС.
У 1957 році заочно закінчив Вищу партійну школу при КПРС.
У липні 1959 — травні 1960 року — завідувач сільськогосподарського відділу ЦК КПРС по союзних республіках.
25 травня 1960 — 12 січня 1963 року — надзвичайний і повноважний посол СРСР у Болгарії.
12 січня 1963 — 19 січня 1966 року — надзвичайний і повноважний посол СРСР в Угорщині.
У 1966—1975 роках — заступник голови Державного комітету Ради міністрів СРСР із професійно-технічної освіти.
З 1975 року — персональний пенсіонер союзного значення в місті Москві.
Помер 1996 року. Похований в Москві на Кунцевському цвинтарі.

## Нагороди
- орден Леніна (3.03.1959)
- орден Трудового Червоного Прапора
- медаль «За трудову доблесть»
- медаль «За перемогу над Німеччиною у Великій Вітчизняній війні 1941—1945 рр.»
- медаль «За доблесну працю у Великій Вітчизняній війні 1941—1945 рр.»
- медалі
- надзвичайний і повноважний посол СРСР